# Johnny Weltz
Johnny Weltz, född den 20 mars 1962 i Köpenhamn, är en dansk tidigare professionell landsvägscyklist och sportdirektör. Weltz största vinst var bergsetappen till Puy de Dôme i Tour de France 1988. Efter hans vinst där tog det 35 år innan toppen kördes i Touren igen, när den ingick i 2023 års upplaga.
Även hans yngre bror Kenneth Weltz (född 1965) var professionell cyklist (han vann bland annat Clásica de Almería 1992).

## Sportdirektör
Efter sin tid som aktiv cyklist fortsatte han arbeta som sportdirektör för olika proffsstall som Motorola, US Postal, Memory Card - Jack & Jones/CSC och Garmin. Numera (2023) är han sportdirektör för det spanska U23/junior-laget Antiga Casa Bellsolà - Girona.

## Meriter
1985
Andraplats i linjelopp vid Världsmästerskapen i landsvägscykling för amatörer
Utsedd till "Årets Cykelrytter" av Danmarks Cykle Union
1987
Vinnare av La Marseillaise
Vinnare av Grand Prix de Plumelec
Vinnare av Grand Prix Bèsseges
Nionde plats totalt i Tour of Ireland
1988
Vinnare av etapp 19 i Tour de France
Vinnare av etapp 15 i Vuelta a España
Tredje plats totalt i Tour du Limousin
1989
 Dansk mästare i linjelopp
Sjunde plats totalt i GP Villafranca de Ordizia
1990
Sjundeplats vid världsmästerkapen i linjelopp
1991
Niondeplats i Milano-Sanremo
1992
Vinnare av etapp 1 i Vuelta a Mallorca
1993
Vinnare av Trofeo Comunidad Foral de Navarra

### Deltagande i Grand Tours
| Grand Tour      | 1987                        | 1988                        | 1989                        | 1990                        | 1991                        | 1992                        | 1993                        | 1994                        | 1995                        |
| --------------- | --------------------------- | --------------------------- | --------------------------- | --------------------------- | --------------------------- | --------------------------- | --------------------------- | --------------------------- | --------------------------- |
| Vuelta a España | 42                          | 53                          | —                           | 28                          | 48                          | —                           | —                           | 51                          | 90                          |
| Giro d'Italia   | Deltog ej under sin karriär | Deltog ej under sin karriär | Deltog ej under sin karriär | Deltog ej under sin karriär | Deltog ej under sin karriär | Deltog ej under sin karriär | Deltog ej under sin karriär | Deltog ej under sin karriär | Deltog ej under sin karriär |
| Tour de France  | —                           | 54                          | —                           | DNF                         | DNF                         | 102                         | —                           | —                           | —                           |

DNF = Fullföljde ej

### Placeringar i endagsklassiker
| Monument             | 1987 | 1988 | 1989 | 1990 | 1991 | 1992 | 1993 | 1994 | 1995 |
| -------------------- | ---- | ---- | ---- | ---- | ---- | ---- | ---- | ---- | ---- |
| Milano-Sanremo       | —    | —    | —    | 23   | 9    | 66   | 158  | —    | —    |
| Flandern runt        | —    | —    | —    | —    | —    | 63   | —    | —    | —    |
| Paris–Roubaix        | —    | —    | —    | —    | 78   | —    | 56   | —    | —    |
| Liège–Bastogne–Liège | —    | —    | —    | —    | —    | —    | —    | —    | —    |
| Lombardiet runt      | —    | —    | —    | —    | —    | —    | 60   | —    | —    |

## Anklagelser om medverkan till dopning
År 2012 anklagades Weltz i US Postal/CSC-cyklisten Tyler Hamiltons bok The Secret Race för att ha levererat dopningspreparat till US Postal-åkarna (lagets stjärna Lance Armstrong erkände sedan dopning i januari 2013 och Hamilton hade själv blivit fälld 2009). Själv hävdade Weltz att han lämnat US Postal (1999) på grund av dess dopningskultur och hans eventuella skuld har ej bevisats. 2015 konstaterade Anti Doping Danmark (ADD) i en rapport att "det har framkommit tillräckliga underlag för att ADD, om inte preskriptionstiden varit överskriden, skulle kunnat öppna mål mot Bjarne Riis, Johnny Weltz och Alex Pedersen för brott mot Danska Idrottsförbundets dåvarande dopingregulativ" och i rapporten meddelas att Weltz erkänt att han arrangerat en transport av EPO och tillväxthormon från ett apotek i Andorra till Luxemburg (där Memory Card-Jack & Jones-åkarna hade ett "dopningspreparatförråd" i en lägenhet) år 2000.